# Mkhedruli
Cette page contient des caractères spéciaux ou non latins. S’ils s’affichent mal (▯, ?, etc.), consultez la page d’aide Unicode.
Le mkhedruli (géorgien : მხედრული, [mxɛdruli], littéralement « séculier ») est l'alphabet utilisé actuellement pour transcrire le géorgien et plusieurs autres langues caucasiennes.

## Historique
Le mkhédrouli apparut probablement vers le XIe siècle à partir du khoutsouri, un alphabet géorgien plus ancien ; il était utilisé pour les écrits séculiers et militaires (d'où son nom), tandis qu'une combinaison bicamérale du nouskhouri (utilisé comme minuscules onciales) et de l'asomtavruli (utilisées comme majuscules), le khoutsouri, servaient pour les écrits religieux. Cette combinaison de deux alphabets tomba peu à peu en désuétude et le mkhédrouli demeura le seul alphabet utilisé pour écrire le géorgien moderne.
Cinq lettres furent abandonnées pendant la deuxième moitié du XIXe siècle et ne sont plus utilisées de nos jours.

## Alphabet
Le géorgien n'a pas de caractères spécifiques pour écrire les chiffres. De ce fait, chaque lettre a, en plus de sa valeur phonétique, une valeur numérique. En pratique, on a recours normalement en géorgien moderne aux « chiffres arabes » latinisés (de 0 à 9) tels que nous les connaissons dans la notation décimale positionnelle.
| Lettre | Noms     | Noms         | Prononciation | Translit. | Valeur numérique |
| Lettre | géorgien | français     | Prononciation | Translit. | Valeur numérique |
| ------ | -------- | ------------ | ------------- | --------- | ---------------- |
| ა      | ან       | an           | [ɑ]           | a         | 1                |
| ბ      | ბან      | ban          | [b]           | b         | 2                |
| გ      | გან      | gan          | [g]           | g         | 3                |
| დ      | დონ      | don          | [d]           | d         | 4                |
| ე      | ენ       | èn           | [ɛ]           | e         | 5                |
| ვ      | ვინ      | vin          | [v]           | v         | 6                |
| ზ      | ზენ      | zén          | [z]           | z         | 7                |
| თ      | თან      | than         | [tʰ]          | t’        | 9                |
| ი      | ინ       | in           | [i]           | i         | 10               |
| კ      | კან      | k’an         | [kʼ]          | ǩ         | 20               |
| ლ      | ლას      | lass         | [l]           | l         | 30               |
| მ      | მან      | man          | [m]           | m         | 40               |
| ნ      | ნარ      | nar          | [n]           | n         | 50               |
| ო      | ონ       | on           | [ɔ]           | o         | 70               |
| პ      | პარ      | p’ar         | [pʼ]          | p         | 80               |
| ჟ      | ჟან      | jan, zhan    | [ʒ]           | ž         | 90               |
| რ      | რაე      | raé          | [r]           | r         | 100              |
| ს      | სან      | san          | [s]           | s         | 200              |
| ტ      | ტარ      | tar          | [tʼ]          | ṫ         | 300              |
| უ      | უნ       | oun, un      | [u]           | u         | 400              |
| ფ      | ფარ      | p’ar, phar   | [f], [pʰ]     | p’        | 500              |
| ქ      | ქან      | khar, khan   | [kʰ]          | k         | 600              |
| ღ      | ღან      | ghan         | [ɣ]           | gh, ḡ     | 700              |
| ყ      | ყარ      | q’ar         | [q]           | qʼ        | 800              |
| შ      | შინ      | chin, shin   | [ʃ]           | š         | 900              |
| ჩ      | ჩინ      | tchin, chin  | [tʃʰ]         | č’ , ç    | 1000             |
| ც      | ცან      | tsin, can    | [t͡sʰ]         | c, ʒ      | 2000             |
| ძ      | ძილ      | dzin, jil    | [d͡z]          | ž, j      | 3000             |
| წ      | წილ      | ts’il, cil   | [t͡sʼ]         | ǯ         | 4000             |
| ჭ      | ჭარ      | t’char, char | [t͡ʃʼ]         | č         | 5000             |
| ხ      | ხან      | khan, xan    | [x]           | x         | 6000             |
| ჯ      | ჯან      | djan, jan    | [d͡ʒ]          | ǰ         | 8000             |
| ჰ      | ჰაე      | haé          | [h]           | h         | 9000             |

### Lettres archaïques
L'alphabet comportait à l'origine cinq autres lettres, désormais obsolètes :
| Lettre | Noms     | Noms     | Prononciation | Translit. | Valeur numérique |
| Lettre | géorgien | français | Prononciation | Translit. | Valeur numérique |
| ------ | -------- | -------- | ------------- | --------- | ---------------- |
| ჱ      | ჱე       | hé       | [heː]         | ē         | 8                |
| ჲ      | ჲე       | hié      | [hi]          | y         | 60               |
| ჳ      | ვიე      | wié      | [v]           | w         | 400              |
| ჴ      | ჴარ      | qar, har | [hː]          | ẖ         | 7000             |
| ჵ      | ჰოე      | hoé      | [hoː]         | ō         | 10000            |

### Lettres additionnelles
Les lettres suivantes sont utilisées pour transcrire certaines variétés locales du géorgien, d'autres langues kartvéliennes et caucasiennes (dont le mingrélien, le svane, l'ossète et l’abkhaze) :
| Lettre | Noms     | Noms                              | Prononciation | Translit. |
| Lettre | géorgien | français                          | Prononciation | Translit. |
| ------ | -------- | --------------------------------- | ------------- | --------- |
| ჶ      |          | fi                                | [f]           | f         |
| ჷ      |          | yn                                | [ə]           |           |
| ჸ      |          | elifi                             | [ʔ]           | ꞇ         |
| ჹ      |          | gan culbuté                       | [ɡ]           | g         |
| ჺ      |          | ’aïn (glottale initiale)          | [ʕ]           | ’         |
| ჼ      |          | petit nar (signe de nasalisation) | [◌̃]           |           |
| ჽ      |          | aèn                               |               |           |
| ჾ      |          | signe dur                         |               |           |
| ჿ      |          | signe labial                      |               |           |

## Représentation informatique
Le mkhedruli moderne est représenté par les caractères Unicode du bloc Géorgien (U+10D0 à U+10FF) (contenant également les caractères de l’ancien alphabet assomtavrouli utilisé en ancien géorgien classique pour les inscriptions monumentales, également utilisé comme lettres majuscules dans l'ancienne écriture liturgique bicamérale khoutsouri en complément des minuscules onciales de l'alphabet nouskhouri). Les caractères U+10F1 à U+10F5 représentent les cinq lettres archaïques ; U+10F6 à U+10F8 sont utilisés pour les trois lettres des langues mingrélienne et svane ; U+10F9 et U+10FA sont deux lettres rares ; U+10FB est une ponctuation traditionnelle ; U+10FC est un signe de nasalisation pour la transcription de quelques autres langues caucasiennes ; U+10FD à U+10FF sont des lettres ajoutées pour la transcription géorgienne (calquée sur celle en écriture cyrillique) des langues abkhaze et ossète.
| en fr  | 0 | 1 | 2 | 3 | 4 | 5 | 6 | 7 | 8 | 9 | A | B | C | D | E | F |
| ------ | - | - | - | - | - | - | - | - | - | - | - | - | - | - | - | - |
| U+10A0 | Ⴀ | Ⴁ | Ⴂ | Ⴃ | Ⴄ | Ⴅ | Ⴆ | Ⴇ | Ⴈ | Ⴉ | Ⴊ | Ⴋ | Ⴌ | Ⴍ | Ⴎ | Ⴏ |
| U+10B0 | Ⴐ | Ⴑ | Ⴒ | Ⴓ | Ⴔ | Ⴕ | Ⴖ | Ⴗ | Ⴘ | Ⴙ | Ⴚ | Ⴛ | Ⴜ | Ⴝ | Ⴞ | Ⴟ |
| U+10C0 | Ⴠ | Ⴡ | Ⴢ | Ⴣ | Ⴤ | Ⴥ |   | Ⴧ |   |   |   |   |   | Ⴭ |   |   |

|        | 0 | 1 | 2 | 3 | 4 | 5 | 6 | 7 | 8 | 9 | A | B | C | D | E | F |
| ------ | - | - | - | - | - | - | - | - | - | - | - | - | - | - | - | - |
| U+10D0 | ა | ბ | გ | დ | ე | ვ | ზ | თ | ი | კ | ლ | მ | ნ | ო | პ | ჟ |
| U+10E0 | რ | ს | ტ | უ | ფ | ქ | ღ | ყ | შ | ჩ | ც | ძ | წ | ჭ | ხ | ჯ |
| U+10F0 | ჰ | ჱ | ჲ | ჳ | ჴ | ჵ | ჶ | ჷ | ჸ | ჹ | ჺ | ჻ | ჼ | ჽ | ჾ | ჿ |

Le bloc Géorgien étendu (U+1C90 à U+1CBF) a été ajouté plus tard pour contient les mêmes lettres mais dans un alphabet mtavrouli, conçu comme alternative moderne en lettres capitales sans jambages de l'alphabet moderne mkhédrouli usuel. Cet alphabet secondaire remplace en géorgien moderne les anciennes lettres assomtavrouli de l'écriture classique ou liturgique, essentiellement pour le titrage ou l'emphase de textes courts (un peu de la même manière que l'écriture entièrement en capitales avec l'alphabet latin), ou pour la transcription moderne plus facile à déchiffrer par les locuteurs actuels des anciennes inscriptions classiques et citations modernisées de textes liturgiques. Contrairement aux alphabets latins, grecs et cyrilliques, ces lettres capitales géorgiennes n'ont normalement pas valeur de majuscules et n'apportent pas de différence grammaticale ou lexicale dans la transcription du géorgien et des langues caucasiennes modernes. Une seule lettre mkhédrouli n'y figure pas, le « petit nar » qui reste inchangé dans les textes transcrits depuis le mkhédrouli usuel ou le cyrillique.
| en fr  | 0 | 1 | 2 | 3 | 4 | 5 | 6 | 7 | 8 | 9 | A | B | C | D | E | F |
| ------ | - | - | - | - | - | - | - | - | - | - | - | - | - | - | - | - |
| U+1C90 | Ა | Ბ | Გ | Დ | Ე | Ვ | Ზ | Თ | Ი | Კ | Ლ | Მ | Ნ | Ო | Პ | Ჟ |
| U+1CA0 | Რ | Ს | Ტ | Უ | Ფ | Ქ | Ღ | Ყ | Შ | Ჩ | Ც | Ძ | Წ | Ჭ | Ხ | Ჯ |
| U+1CB0 | Ჰ | Ჱ | Ჲ | Ჳ | Ჴ | Ჵ | Ჶ | Ჷ | Ჸ | Ჹ | Ჺ |   |   | Ჽ | Ჾ | Ჿ |